# SMS Árpád
El SMS Árpád fue un acorazado pre-dreadnought construido para prestar servicio en la Armada Austrohúngara a comienzos del siglo XX. El buque era miembro de la clase Habsburg, y fue botado el 11 de septiembre de 1901. Desplazaba un total de 8232 t.

## Historial de servicio

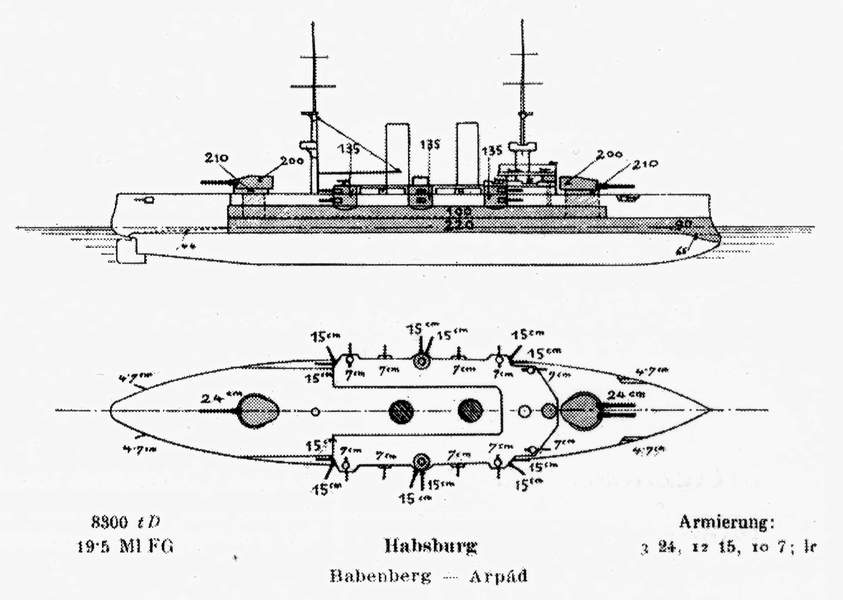
Esquema de blindaje y armamento de la clase Hasburg

En 1910, le fue retirada, junto a su gemelo el SMS Habsburg una de las cubiertas de su superestructuras para reducir su peso. Durante la Primera Guerra Mundial, el buque sirvió en la 4ª división junto a sus dos gemelos, participando en el bombardeo de Ancona el 23 de mayo de 1915, tras la declaración de guerra de Italia a las Potencias Centrales. 
Hacia el final de la contienda, debido a la escasez de carbón, el buque fue desarmado, y conservado como buque para la defensa del puerto. Una vez finalizada la contienda, el buque fue asignado a Gran Bretaña como trofeo de guerra, que optó por venderlo para desguace en Italia en 1921.